# ごじきん!
『ごじきん!』は、2005年7月から2006年6月まで日本海テレビで放送された情報番組。放送時間は毎週金曜 16:53 - 17:50 (JST) 。

## 概要
2005年6月に終了した長寿情報番組『Go!5!知っテレビ』の後継番組としてスタート。内容は前番組の内容を踏襲していた。
番組の終了後、日本海テレビの情報番組枠は、2006年7月に夏の高校野球鳥取大会中継のクッション枠としてバラエティ番組の再放送をした後、同年8月に土曜午前枠へ移動。ここで次の情報番組『スパイス!!』がスタートした。

## 出演者
全て日本海テレビアナウンサー。このうち女性陣は、前述の『スパイス!!』にも引き続き出演している。
- 福谷清志
- 杉田恵理
- 改野由佳
- 山口有貴